# SP Cailungo
SP Cailungo to klub piłkarski z San Marino, z siedzibą w gminie Cailungo (Borgo Maggiore). Klub powstał w 1974 roku. Występuje w Campionato Sammarinese.

## Sukcesy
- Trofeo Federale: 2002